# Dipòsit de l'aigua (Almenar)
El Dipòsit de l'aigua és una obra modernista d'Almenar (Segrià) inclosa a l'Inventari del Patrimoni Arquitectònic de Catalunya.

## Descripció
Construcció d'un sol nivell que presenta dos cossos diferenciats, amb obertures gairebé ovalades al centre. Als extrems i entre els dos cossos s'alcen una mena de pilars curts i de secció quadrada que presenten decoració vegetal. A ambdós costats del pilar central hi ha uns medallons envoltats de motius vegetals. La coberta té forma de volta.